# Gisela Elsner
Gisela Irmgard Elsner (Norimberga, 2 maggio 1937 – Monaco di Baviera, 13 maggio 1992) è stata una scrittrice tedesca.

## Biografia
Studiò letteratura, filosofia e teatro all'Università di Vienna, e in seguito lavorò come scrittrice freelance. Fece parte del Gruppo 61 e del Gruppo 47.  Ottenne notorietà internazionale con il romanzo d'esordio, I nani giganti (Der Riesenzwerge, 1964), una satira radicale e corrosiva della classe borghese; il libro fu tradotto in 14 lingue e vinse il prestigioso Premio Formentor. Fu anche autrice di drammi radiofonici e librettista per un'opera di Christof Herzog.
Gli ultimi anni di vita furono contraddistinti da forti delusioni professionali e personali: rimasta senza casa editrice dal 1988 e sostanzialmente dimenticata, a causa delle sue idee leniniste visse con forte travaglio interiore la riunificazione tedesca e la conseguente dissoluzione ideologica. Si suicidò nel maggio 1992, a soli 55 anni.
Nel 2000 la sua figura ritornò al centro dell'attenzione come protagonista del film Hanna Flanders, diretto dal figlio Oskar Roehler.